# Durio lowianus
Durio lowianus là một loài thực vật có hoa trong họ Cẩm quỳ. Loài này được Scort. ex King mô tả khoa học đầu tiên năm 1891.